# Келін Йоан Бот
 Келін Йоан Бот (рум. Călin Ioan Bot; нар. 24 липня 1970, Сурдук) — румунський греко-католицький єпископ; у 2020—2023 роках — єпископ-помічник єпархії Лугожа і титулярний єпископ Абріттум; з 15 червня 2023 року — єпископ Лугожа.

## Життєпис
Народився 24 липня 1970 року в селі Сурдук повіту Селаж у Румунії. У 1991—1995 роках навчався в Богословському інституті св. Йоана Євангелиста і здобув ліценціят з богослов'я. Висвячений на священика 10 вересня 1995 року єпископом Клуж-Ґерли Васіле Хоссу. У 1995—2000 роках директор Богословського інституту св. Йоана Євангелиста в Клуж-Напока. У 2003—2005 роках навчався на курсах форматорів для семінарій в Папському Григоріанському університеті й здобув ліценціят з богослов'я духовності.
З 2005 до 2017 року — ректор богословської семнарії св. Йоана Євангелиста в Клуж Напока. Від 2007 року був протосинкелом єпірхії Клуж-Ґерли.

## Єпископ
22 січня 2020 року папа Франциск дав свою згоду на канонічний вибір о. Келіна Йоана Боти єпископом-помічником єпархії Лугожа, який здійснив синод єпископів Румунської греко-католицької церкви, і надав йому титул єпископа Абріттум.
Після смерті правлячого єпископа єпархії Лугожа Александру Месьяна (11 березня 2023) отримав призначення архиєпископського адміністратора цієї єпархії (від 16 березня 2023), а 15 червня 2023 року кардинал Лучіан Мурешан, Верховний архиєпископ Фаґараша і Альба-Юлії за згодою Синоду єпископів Верховноархиєпископської Румунської греко-католицької церкви і повідомивши Святий Престол, перевів єпископа Келіна Йоана Боти з титулярного єпископа Абріттума і єпископа-помічника єпархії Лугожа на правлячого єпископа цієї єпархії.